# José Venturelli
José Venturelli (Santiago de Chile, 1924 — Pékin, 1988) est un peintre sur toile, peintre muraliste, graveur, illustrateur et scénographe chilien.
Contemporain de la génération de 1940, son travail est plus étroitement lié à celui de Pedro Lobos et de Carlos Hermosilla Álvarez (es) pour saisir la réalité historique et sociale de son époque, reflétant un engagement en faveur des droits de l'Homme.
Il a été l'un des cofondateurs de l'Atelier graphique expérimental de La Havane, au Cuba (1961), a été professeur à la Faculté des beaux-arts de l'Université de Pékin, cofondateur de l'Institut Chilien-Chinois de la Culture et responsable des relations bilatérales entre le Chili et la Chine.
Avec les artistes Julio Escámez, Gregorio de la Fuente, Fernando Marcos Miranda, Fernando Daza Osorio et Pedro Olmos Muñoz (es), il est l'un des principaux représentants du mouvement muraliste chilien du XXe siècle, largement influencé par le muralisme mexicain.

## Biographie

### Jeunesse

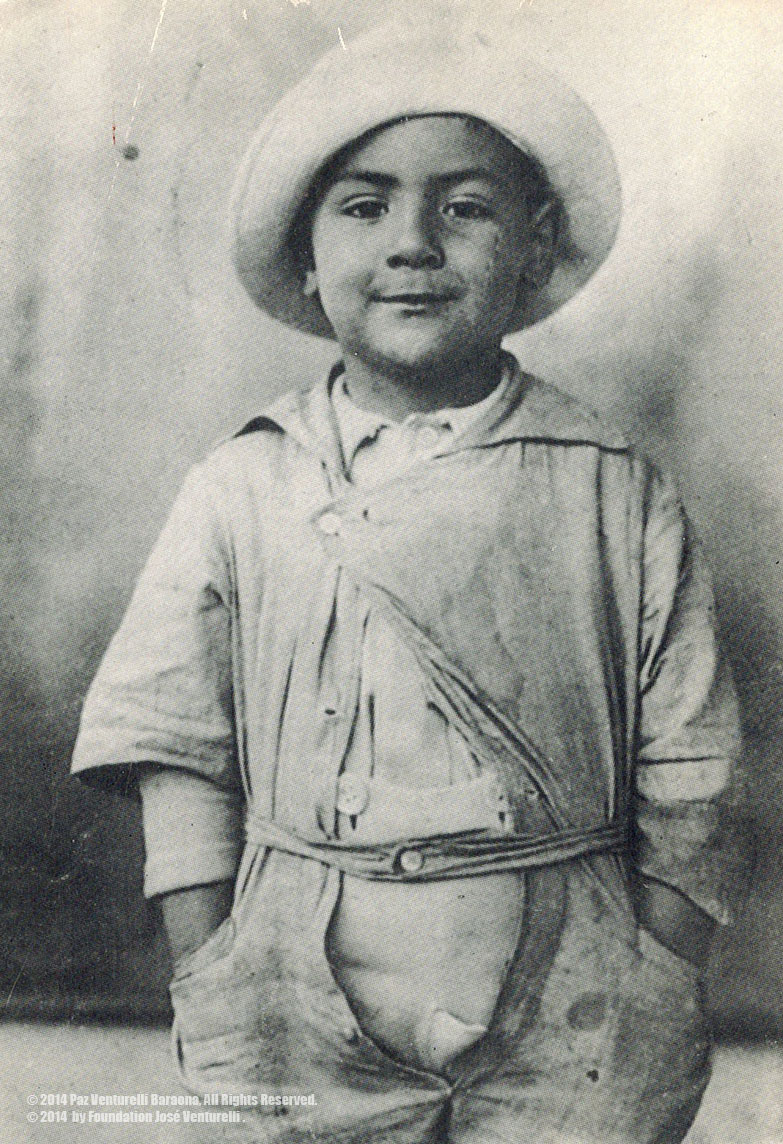
José Venturelli à l'âge de 4 ans.

José Venturelli naît à Santiago de Chile le 25 mars 1924. Il est le fils de l'immigrant italien Balilla Venturelli Carelli, ingénieur civil, qui a participé en Lombardie à la naissance du parti socialiste, pour lequel il a été emprisonné et persécuté ; au Chili, il a contribué à l'électrification des transports publics. Sa mère, Carmela Eade Carrasco, est une Chilienne de Concepción, dont le père était hollandais. José a un frère, Antonio, et une sœur, Rosa, morte alors qu'il n'a qu'un an. La famille vit un temps dans une maison à côté du musée et de l'école des beaux-arts, mais les activités politiques de Balilla entraînent son exil à Tierra Amarilla, dans la région d'Atacama, plongeant la famille dans une situation difficile. La même année où José entre à l'Institut national, son père meurt d'un cancer à l'âge de 54 ans. À l'école, il se lie d'amitié avec de futures personnalités éminentes du pays comme Máximo Pacheco (es), Adolfo Bañados et Eugenio Heiremans (es).

### Débuts
À l'âge de quatorze ans, Venturelli prend des cours de dessin le soir à l'École des beaux-arts. Il entre ensuite comme élève régulier dans les cours de peinture murale de Laureano Ladrón de Guevara et les cours de gravure de Francisco Parada et Marco Bontá. En 1941, il subit sa première crise de tuberculose, une maladie qui le hantera toute sa vie.
En 1942, il obtient une licence en sciences (biologie et chimie) et commence ses études de botanique en participant à la création de l'Herbier national. À l'École des beaux-arts, il rencontre des figures importantes de la peinture latino-américaine  : les Chiliens Pablo Burchard, Isaías Cabezón (es), Samuel Román (es), Lorenzo Domínguez (es), Laura Rodig (es), Luis Herrera Guevara (d), Luis Vargas Rosas (es), Henriette Petit) et les Mexicains David Alfaro Siqueiros, Xavier Guerrero et Diego Rivera. Disciple d'Alfaro Siqueiros, il collabore avec lui sur la fresque de l'école de Mexico à Chillán, Muerte al invasor (1942),. Avec le Colombien Alipio Jaramillo (d) et l'Allemand Erwin Wenner (d), il a réalisé une peinture murale dans le cadre de l'Alliance des intellectuels chiliens pour la défense de la culture. Venturelli a été très actif au sein de la Fédération des étudiants, et a travaillé en contact avec des intellectuels européens pour la paix et contre le fascisme tels que les Français Henri Barbusse, André Gide, Romain Rolland, le Roumain francophone Panaït Istrati, le photographe chilien Antonio Quintana et le poète chilien Pablo Neruda.

### Carrière
En 1943, le Bureau de coopération intellectuelle de l'Université du Chili lui accorde une bourse pour aller au Brésil, où il rencontre Oscar Niemeyer, mais sa principale relation est avec Candido Portinari. En 1946, il réalise les illustrations des Alturas de Macchu Picchu et en 1949 celles de l'édition clandestine du Canto General de Pablo Neruda,.

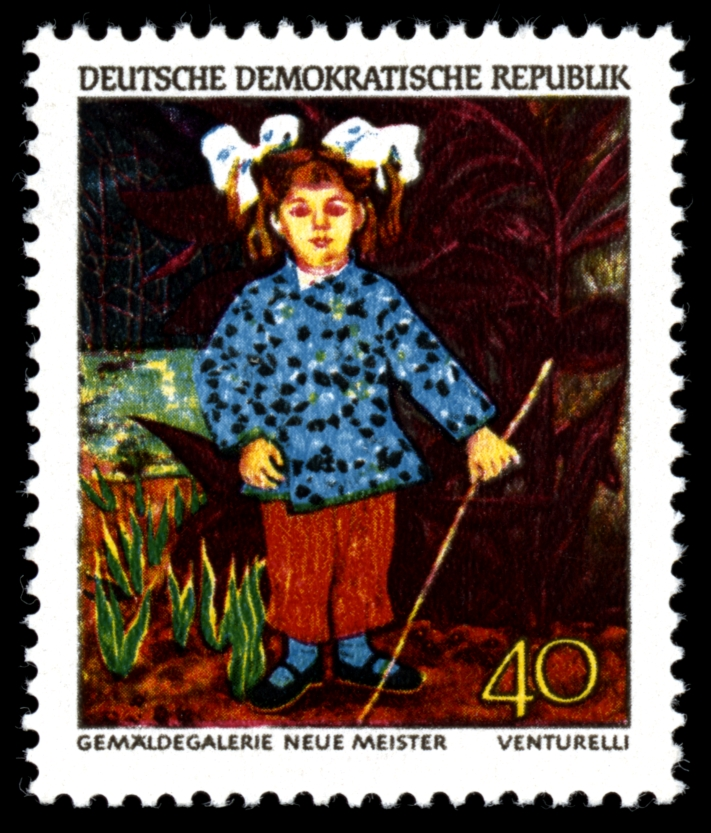
Un timbre allemand où est reproduit le tableau de Venturelli, La hija del artista en traje chino (« Fille de l'artiste en costume chinois », 1968).

José Venturelli et Delia Baraona se rendent en 1950 au Mexique pour s'y marier ; Alfaro Siqueiros est témoin du mariage. Dans ce pays, Venturelli expose à la Galería de Arte Mexicano et au Palais des beaux-arts de Mexico. L'année suivante, il part pour Berlin à l'occasion du Festival mondial de la jeunesse et des étudiants et prépare la section latino-américaine de l'Internationale Kunstausstellung à l'Académie des Arts. C'est également en 1951 que naît sa fille unique, Paz. En 1959, il remporte la médaille d'or au concours international d'arts graphiques de l'exposition Freedom of the World, à Leipzig. Il se rend ensuite à Vienne (Autriche), pour participer au Conseil mondial de la paix, avec Jorge Amado et Pablo Neruda, où il reçoit une invitation à se rendre en Chine.
Ce pays marque profondément Venturelli, tant sur le plan culturel que politique. Il s'installe à Pékin, où il partage un atelier collectif de l'Ecole des Beaux-Arts ; Qi Baishi, Li Keran, Fu Baoshi deviennent ses amis. Il réalise une peinture murale pour le siège du Mouvement pour la paix au profit de la Corée et devient une figure appréciée par la Chine, tant pour son génie artistique que pour son engagement politique. Venturelli se lie également d'amitié avec Zhou Enlai et fait la connaissance de Mao Tse Tung. Il est nommé ambassadeur d'Amérique latine et secrétaire général du Mouvement pour la paix pour les pays d'Asie, d'Afrique et du Pacifique.
Ce lien profond avec la Chine l'amène à gérer une série d'échanges culturels et politiques ; il est l'un des fondateurs de l'Institut Chilien-Chinois de la Culture devient l'un des acteurs non étatiques ayant établi les bases des relations bilatérales entre les deux pays. Lorsque la lutte entre l'Union Soviétique et la Chine éclate, Venturelli opte pour cette dernière, ce qui conduit à sa marginalisation du Parti communiste du Chili.
Un autre pays clé pour Venturelli est Cuba. En 1960, il arrive à La Havane pour peindre deux peintures murales : une en hommage à Camilo Cienfuegos, au ministère de la Santé, et une autre dans la salle Soberanía de l'hôtel Habana Libre. Il participe à la création de l'Atelier de graphisme expérimental de La Havane et collabore avec le Conseil national de la culture. En 1964, il réalise une maquette de murale pour le ministère de l'Industrie à la demande du commandant Ernesto Che Guevara avec lequel il noue une amitié, mais il ne peut la concrétiser car il doit quitter l'île pour revenir au pays.
À la suite du Coup d'État du 11 septembre 1973 au Chili, Venturelli est contraint de quitter le Chili avec sa famille et de s'exiler à Genève. À ce stade de sa production, les sujets de la dictature et de la violation des droits de l'Homme sont fortement mis en évidence. ; dans cette ville suisse, il laisse une mosaïque murale de 90 m2 pour l'école de Balexert et les vitraux pour le temple de la Madeleine.

### Fin de vie
Le 5 juin 1988, sa femme Delia Baraona meurt. La santé de Venturelli se détériore et il se rend à Pékin pour se faire soigner. Mais alors qu'il se prépare à rentrer au Chili, José Venturelli meurt le 17 septembre de la même année dans la capitale chinoise. Ses restes seront acheminés pour reposer au cimetière général de Santiago (es), au Chili.

## Œuvre

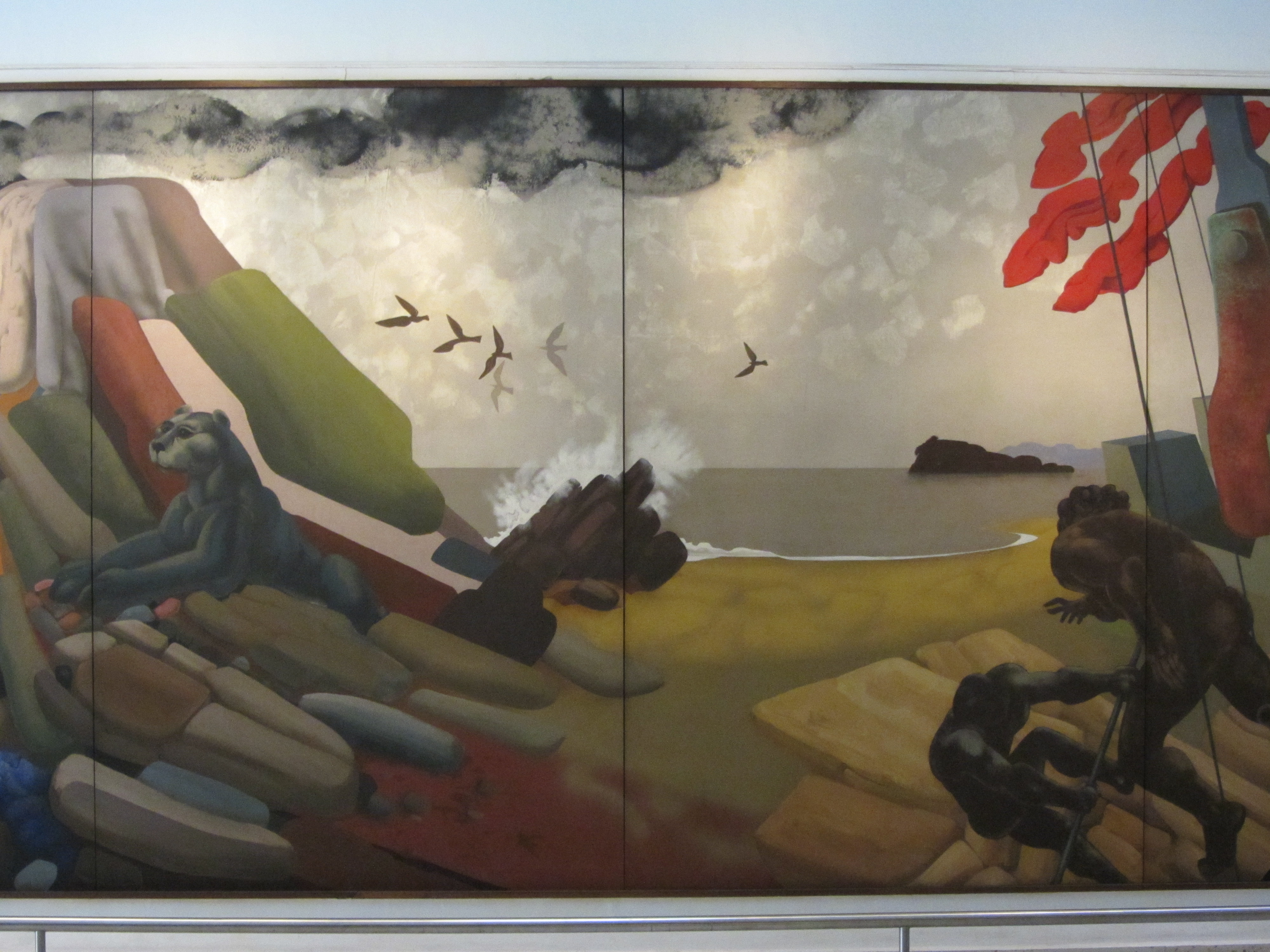
La freques Chile, au.

Au Chili, il tient plusieurs expositions importantes (Universidad de Chile, Galería Patio, Galería de Arte Central entre autres), réalise des décors pour une représentation de l'adaptation d’Iphigénie en Tauride d'Euripide par Goethe au Teatro Nacional Chileno (es) et pour le Ballet Juventud.
Venturelli est un graveur et peintre prolifique, ce qui l'amène à montrer son travail dans des salons officiels, dans les Biennales américaines de gravure organisées à Santiago, ainsi que dans des expositions individuelles et collectives à São Paulo, Buenos Aires, Mexico, Moscou, Berlin et Pékin.
Venturelli illustre aussi des ouvrages, comme Canto General de Pablo Neruda, El sudor de Miguel Hernández ou encore Chili au quotidien, de Jo Briant (1987), écrit après un séjour sous le régime de Pinochet, préfacé par Jean Ziegler, homme politique suisse, futur vice-président du comité consultatif du Conseil des droits de l'homme des Nations unies, et dédié à la mémoire de Georges Casalis.
Cependant, José Venturelli est surtout connu pour ses peintures purales ; parmi ses œuvres les plus emblématiques figurent la fresque América, no invoco tu nombre en vano (« Amérique, je n'invoque pas ton nom en vain »), qui se trouve dans la bibliothèque de la Casa Central de la Universidad de Chile (es) (1950) ; la fresque pour l'Instituto Nacional de Capacitación Profesional à Renca, Homenaje al trabajador (« Hommage au travailleur », 1970) et la fresque Chile pour la UNCTAD III en 1972, une œuvre qui se trouve aujourd'hui au Centre culturel Gabriela Mistral (es). Avec les artistes Julio Escámez, Gregorio de la Fuente, Fernando Marcos Miranda, Fernando Daza Osorio et Pedro Olmos Muñoz (es), il est ainsi l'un des principaux représentants du mouvement muraliste chilien du XXe siècle, largement influencé par le muralisme mexicain.
Ses fresques principales sont les suivantes :
- Fresque pour l'Alianza de Intelectuales, Santiago de Chile (1942)
- América, no invoco tu nombre en vano, fresque pour la Librería Universitaria de Santiago de Chile (1950)
- Fresque pour le siège du Movimiento por La Paz y ayuda a Corea, à Pékin, en Chine (1952)
- Fresque pour l'École industrielle textile de Tomé, au Chili (1961)
- Fresque pour le Salón Camilo Cienfuegos du Colegio Médico de La Havane, à Cuba (1962)
- Fresque pour le Salón de La Solidaridad, à l'Hotel Habana Libre de La Havane, à Cuba (1963)
- Homenaje al trabajador, fresque pour l'Instituto de Capacitación Profesional, à Santiago de Chile (1970)
- Chile para UNCTAD III, au Centro Cultural Gabriela Mistral, à Santiago de Chile (1972)
- Fresque de l'école de Balexert, à Genève, en Suisse (1984)
- Vitraux pour le Temple de la Madeleine, à Genève, en Suisse (1987)

Contemporain de la génération de 1940, son travail est plus étroitement lié à celui de Pedro Lobos et de Carlos Hermosilla Álvarez (es) pour saisir la réalité historique et sociale de son époque, reflétant un engagement en faveur des droits de l'Homme. Quelle que soit la technique ou le support artistique, Venturelli aborde systématiquement les thèmes de la réalité politique et sociale, généralement marquée par la situation historique dans laquelle il vit. La figure humaine est prépondérante et représente des sujets typologiques de l'imaginaire populaire latino-américain : des femmes et des hommes des classes ouvrières et rurales ainsi que du monde indigène. Il inscrit les marginalisés dans l'histoire de son continent en octroyant à ses personnages des traits marqués de manière expressive et une importante présence physique. Il situe ses scènes dans des paysages naturels, baignés dans une atmosphère surréaliste et parfois naïve.